# Alice Phoebe Lou
Alice Phoebe Lou, pseudonimo di Alice Matthew (Kommetjie, 19 luglio 1993), è una musicista e cantante sudafricana.
A dicembre 2017 la sua canzone She tratta dal film Bombshell: The Hedy Lamarr Story è stata candidata agli Oscar come Miglior canzone originale.

## Biografia
Lou ha trascorso la sua infanzia a Kommetjie sulla costa occidentale della Penisola del Capo in Sudafrica e ha frequentato l'Istituto Waldorf. I suoi genitori sono dei documentaristi. Da bambina ha preso lezioni di pianoforte, mentre ha imparato a suonare la chitarra da autodidatta. Nel 2010 ha trascorso le vacanze da una zia a Parigi, vivendo inizialmente con lei per poi trasferirsi con un'amica e ha iniziato a lavorare come artista di strada (precisamente come ballerina del fuoco).
Avendo deciso di prendere un anno sabbatico dopo essersi diplomata al liceo in Sudafrica nel 2012, decise di tornare in Europa, prima ad Amsterdam e poi a Berlino. A Berlino ha iniziato a cantare e suonare la chitarra avendo scoperto di riuscire a guadagnare di più così che come artista di strada. Dopo il suo anno sabbatico Alice contemplò l'idea di intraprendere la carriera universitaria in Sudafrica, ma decise di proseguire il suo percorso da artista e di restare a Berlino. A Berlino si è esibita nella ferrovia urbana e nella metropolitana. Dopo un mese di permanenza a Berlino si è esibita anche in un programma televisivo. Nell'aprile 2014 ha prodotto da sola il suo EP Momentum. La canzone Fiery Heart, Fiery Mind dell'EP è stata inclusa nella colonna sonora del film del 2015 Ayanda. Ha anche cominciato a suonare in piccole venue.
Dopo una performance da TEDx a Berlino il 6 settembre 2014 ha iniziato a ricevere varie offerte da diverse etichette, ma ha deciso di voler restare indipendente. A dicembre 2014 ha pubblicato il suo album dal vivo Live at Grüner Salon, per poter raccogliere fondi in modo da poter registrare il suo primo album in studio.
Nel 2015 ha cominciato il suo tour e ha suonato per la prima volta al SXSW festival negli USA nel 2015. Da quella volta ogni anno è un'ospite fissa del SXSW. Si è anche esibita per TEDGlobal di Londra nel 2015 e ha supportato Rodriguez nel suo tour Sud Africano nel 2016.
Nell'aprile del 2016 Alice Phoebe Lou ha pubblicato il suo album Orbit, prodotto da Matteo Pavesi e Jian Kellett-Liew, tramite l'etichetta indipendente Motor Music. È stata nominata Miglior artista femminile dalla critica tedesca nel 2016 in Germania ed è stata invitata come ospite in diversi programmi televisivi tedeschi per interviste e performance.
Con il suo tour ha visitato Europa, USA e Sud Africa nel 2016 ha registrato tre show sould-out al Berliner Planetarium. Ha continuato a fare tour e concerti nel 2017, ma non ha mai smesso di esibirsi anche in strada.
Nel Dicembre 2017 ha pubblicato autonomamente l'EP di 9 canzoni Sola assieme al libro Songs, Poems and Memories. Nello stesso mese è stato annunciato che la sua canzone She per il film Bombshell: The Hedy Lamarr Story è stata candidata ai premi Oscar come Miglior canzone originale. She è stata pubblicata come singolo il 23 Febbraio 2018 con un video musicale diretto da Natalia Bazina.
Durante il 2018 Alice Phoebe Lou ha fatto un tour in Europa, USA, Sudafrica, Giappone e Canada.
Il primo singolo Something Holy dal suo album Paper Castles è stato pubblicato il 30 novembre 2018. Il 15 gennaio 2019 il secondo singolo, Skin Crawl, è stato pubblicato in digitale. Il video di Skin Crawl ha vinto a giugno il terzo premio ai Berlin Music Video Awards nella categoria dei migliori concept. Il 15 febbraio è uscito il terzo singolo, Galaxies, e l'8 marzo 2019 è uscito l'album.
Nel marzo 2019 Alice è stata l'artista del mese di Consequence of Sound. Il 6 maggio è uscito il video di Galaxies girato nello Zeiss Planetarium di Berlino con Maisie Williams.
Il 12 luglio l'EP A Place of My Own (Mahogany Sessions) contenente quattro canzoni dall'album Paper Castles registrato dal vivo è stato pubblicato in formato digitale accompagnato da un video YouTube della sessione di registrazione. Il 7 agosto è stato pubblicato il video di Lost in LA. La canzone è tratta dal suo EP Sola. Il 15 novembre Alice è stata intervistata in un programma televisivo tedesco ZDF e ha eseguito Paper Castles con la sua band. A dicembre l'album Paper Castles è stato elencato al numero 19 nella lista dei 50 migliori album del 2019 della rivista NBHAP e al 7 ° posto nella lista dei 35 migliori album e EP del 2019 della rivista FMS.
Durante il 2019 ha tenuto oltre cento concerti in Europa, Giappone, Stati Uniti e Canada. Ad esempio, si è esibita per la prima volta il 30 maggio 2019 sul palco principale del Primavera Sound Festival di Barcellona. Più tardi quel giorno ha tenuto un altro concerto più piccolo al palco OCB Paper Sessions. Il 28 febbraio 2020 la TV tedesca Bayerischer Rundfunk ha trasmesso in streaming il suo concerto del festival PULS registrato il 30 novembre 2019 a Monaco. Nonostante i lunghi tour, Lou continua ancora a esibirsi occasionalmente nei parchi di Berlino e anche nelle stazioni della metropolitana. Nella primavera del 2020 ha fatto un breve tour in Europa e successivamente diversi concerti in trasmessi in streaming e in televisioni come ad esempio arte.
Il 13 marzo 2020 ha pubblicato il singolo Witches. La settimana prima, il 6 marzo, il video omonimo Strongboi è stato pubblicato dal suo side project Strongboi con Ziv Yamin. Il singolo digitale della canzone è stato pubblicato il 20 marzo. Questo è stato seguito dal singolo digitale Honey Thighs di Strongboi il 10 aprile e da Tuff Girl il 7 agosto.
Il 1º maggio ha pubblicato l'album dal vivo di dieci tracce Live at Funkhaus dal concerto Funkhaus di Berlino del dicembre 2019. Inoltre, è stato pubblicato un breve documentario girato e diretto da Julian Culverhouse sul tour di Paper Castles. Il 26 giugno è uscito il singolo Touch. Il 18 settembre è stato pubblicato il singolo Witches in download digitale e CDr, di cui viene offerta anche una edizione su vinile viola da 7" contenente, oltre al brano Witches sul lato A, il brano Touch, sul lato B, anch'esso uscito come singolo in download digitale. A novembre è stato annunciato il suo terzo album in studio intitolato Glow, pubblicato il 18 marzo 2021 e seguito da un tour in Europa. Il 4 dicembre sono usciti il singolo e il video di Dusk dall'album Glow. Il 10 dicembre 2020 Alice ha eseguito una cover di Deep Deep Feeling di Paul McCartney per la campagna 12 Days of Paul di McCartney.

## Vita privata
Alice Phoebe Lou risiede attualmente a Berlino.

## Discografia

### Album in studio
- 2016 - Orbit (Motor Music)
- 2019 - Paper Castles
- 2021 - Glow
- 2021 - Child's Play

### Album dal vivo
- 2014 - Live at Grüner Salon (con Matteo)
- 2020 - Live at Funkhaus

### EP
- 2014 - Momentum
- 2017 - Sola
- 2019 - A Place of My Own (Mahogany Sessions)

### Singoli
- 2014 - Man On The Moon (con KlangKuenstler)
- 2014 - Bang Bang
- 2018 - Something Holy
- 2018 - She
- 2019 - Galaxies
- 2020 - Witches
- 2020 - Dusk
- 2020 - Touch
- 2021 - Dirty Mouth

## Libri
- (EN) Songs, Poems and Memories, 2017.